# Letnie Grand Prix w skokach narciarskich w Pragelato
Letnie Grand Prix w skokach narciarskich w Pragelato rozgrywane jest od 2007 roku na skoczni olimpijskiej, na której rok wcześniej odbyły się konkursy w ramach zimowych igrzysk olimpijskich w Turynie i zawody Pucharu Świata w 2005 i 2008. Zawody od zawsze odbywają się na dużej skoczni Trampolino a Monte, której punkt konstrukcyjny wynosi 125 metrów, natomiast jej rozmiar to 140 metrów. Na tej skoczni odbywa się również jeden z czterech konkursów Turnieju Czterech Narodów. Zawody Letniego Grand Prix nie zostały jednak tam rozegrane w 2010 roku ani w 2011 roku.

## Podium poszczególnych konkursów LGP w Pragelato
| Lp | Data             | Uwagi      | 1. miejsce            | 2. miejsce         | 3. miejsce      |
| -- | ---------------- | ---------- | --------------------- | ------------------ | --------------- |
| 1. | 16 sierpnia 2007 | TCN, nocny | Gregor Schlierenzauer | Thomas Morgenstern | Adam Małysz     |
| 2. | 5 sierpnia 2008  | TCN, nocny | Gregor Schlierenzauer | Roman Koudelka     | Harri Olli      |
| 3. | 12 sierpnia 2009 | TCN        | Simon Ammann          | Adam Małysz        | Emmanuel Chedal |

## Najwięcej razy na podium w konkursach indywidualnych
| Miejsce | Zawodnik              | Zwycięstwa | 2. miejsca | 3. miejsca |
| ------- | --------------------- | ---------- | ---------- | ---------- |
| 1.      | Gregor Schlierenzauer | 2          | 0          | 0          |
| 2.      | Simon Ammann          | 1          | 0          | 0          |
| 3.      | Adam Małysz           | 0          | 1          | 1          |
| 4.      | Thomas Morgenstern    | 0          | 1          | 0          |
| 4.      | Roman Koudelka        | 0          | 1          | 0          |
| 6.      | Harri Olli            | 0          | 0          | 1          |
| 6.      | Emmanuel Chedal       | 0          | 0          | 1          |